# 傑斯·史密斯
傑西·W·「傑斯」·史密斯（英語：Jesse W. "Jess" Smith，1871年—1923年5月30日）是美國總統沃倫·G·哈定的俄亥俄幫成員。他出生和成長於俄亥俄州的華盛頓科特豪斯，在那裡他成為哈里·M·多赫蒂的朋友。多赫蒂幫助他成為成功的百貨公司老闆。史密斯在1920年的競選活動中成為了多赫蒂的跑腿。

## 生平
史密斯來到華盛頓時，是作為美國司法部長多赫蒂的助手。他在美國司法部有一張辦公桌。他是哈里·多赫蒂的首席顧問，但仍然擁有相當大的影響力。
他也是多赫蒂在華盛頓哥倫比亞特區華德曼公園酒店（Wardman Park Hotel）的室友。多赫蒂的妻子因病留在哥倫布；史密斯已經離婚。
史密斯的活動（據說他向私酒販子出售保稅酒，並與K街1625號的一間房子有關，這間房子後來變成臭名昭著的K街小綠屋）成為沃倫·G·哈定和多赫蒂的尷尬困惑事情，同時茶壺山醜聞案使哈定及其支持者受到越來越多的監察。在去阿拉斯加州之前，哈定告訴多赫蒂，他希望史密斯離開華盛頓。
1923年5月30日，史密斯死於槍傷，被發現時他身邊有一把手槍。他的死亡被宣布為自殺，但阿拉巴馬州的參議員詹姆斯·托馬斯·赫夫林先是在一次調查聽證會上，後來在美國參議院的議員席上聲稱不是自殺。
「沒有人知道他（史密斯）所知道的事情，而且他死了，沒有人可以講述這個故事–所以傑西·史密斯是被謀殺的。」參議員赫夫林起初說。

兩天後，他又在參議院引用了一名阿拉巴馬州私酒販的話。
你知道部長梅隆在1920年借給共和黨全國委員會500萬美金。只償還了300萬美金。現在虧欠200萬。傑斯·史密斯負責弄到這筆錢。計劃是讓酒徒和啤酒廠向這筆資金捐款...
「這就是其中一個原因，」參議員赫夫林喊道，「他們為何要除掉傑斯·史密斯。」

### 與哈定政府的聯系
史密斯與包括第一夫人弗洛倫斯·哈定在內的哈定政府成員的聯系已被卡爾·斯費拉扎·安東尼記錄在他的書籍《Florence Harding: the First Lady, the Jazz Age, and the Death of America's Most Scandalous President》（1998年）。

## 流行文化
史密斯是戈爾·維達爾的小說《Hollywood》中所講述的四個人物之一（也是唯一一個以真人為原型的人物）。他被描寫成一個精通商業但意志薄弱、哈定和多赫蒂的拍馬屁追隨者，人們猜測他的死可能是一場謀殺，用來掩飾俄亥俄幫的罪行。
Roy Hoopes的小說《Our Man in Washington》也猜測史密斯可能是被謀殺，作為掩飾的一部份。
電視劇《酒私風雲》的第三季中，由Ed Jewett飾演史密斯。

## 外部連結
- NYPress.com, Conman of the Century - Gaston B. Means